# Peter
| Drenge- | Drenge-   | Pige- | Pige-    | Efter- | Efter-      |
| ------- | --------- | ----- | -------- | ------ | ----------- |
| 1       | Peter     | 1     | Anne     | 1      | Nielsen     |
| 2       | Michael   | 2     | Mette    | 2      | Jensen      |
| 3       | Lars      | 3     | Kirsten  | 3      | Hansen      |
| 4       | Jens      | 4     | Hanne    | 4      | Andersen    |
| 5       | Thomas    | 5     | Anna     | 5      | Pedersen    |
| 6       | Henrik    | 6     | Helle    | 6      | Christensen |
| 7       | Søren     | 7     | Maria    | 7      | Larsen      |
| 8       | Christian | 8     | Susanne  | 8      | Sørensen    |
| 9       | Martin    | 9     | Lene     | 9      | Rasmussen   |
| 10      | Jan       | 10    | Marianne | 10     | Jørgensen   |

Peter er det mest udbredte drengenavn i Danmark. 29. juni er navnedag for Peter.
Det tilsvarende pigenavn er Petra

## Navnets betydning
Navnet Peter kommer over latin Petrus (hunkøn: Petra) fra græsk Petros, Πέτρος, der er den græske oversættelse i Det Gamle Testamente af aramæisk Kefa, פיטר. Formen Kefas er en hellenisering (forgræskning) af den aramæiske grundform. Ordet betyder sten eller klippe. Det er det navn, som Jesus i Johannesevangeliet 1,42 giver disciplen Simon, der derefter er kendt som Peter eller Simon Peter.

## Former
De fremhævede former forekommer i antal over 50 på dansk ifølge Danmarks Statistik. I alt bærer næsten 60.000 danskere et af de nævnte navne (Per ikke medtaget).
- Dansk: Per, Peder
- Engelsk: Peter, Pete
- Nederlandsk: Pieter, Piet
- Frisisk: Peiter
- Latin: Petrus
- Italiensk: Pietro
- Spansk og portugisisk/brasiliansk: Pedro
- Fransk: Pierre, Pierrot
- Ungarsk: Péter
- Norsk: Peter
- Polsk: Piotr
- Russisk: Pjotr
- Finsk: Pietar
- Lettisk: Peteris
- Islandsk: Pétur
- Færøsk: Pætur
- Jugoslavisk: Petar
- Græsk: Petros
- Tysk: Peter

## Berømte personer med navnet Peter
- Peter, Jesus' apostel.
- Peter den Store, russisk zar.
- Peter Andersen, dansk sanger kendt som DQ.
- Peder Balke, norsk maler
- Peter Boas Bang, dansk grundlægger (Bang & Olufsen).
- Peter Bastian, dansk musiker og forfatter.
- Peter Belli, dansk sanger.
- Peter Brixtofte, dansk politiker.
- Pieter Brueghel den Ældre, flamsk maler.
- Peder Christoffersen, kaldet Pedro, dansk journalist.
- Peter Eszterhás, ungarsk-dansk skuespiller og instruktør.
- Peter Faber, dansk digter og telegrafdirektør.
- Peter Freuchen, dansk polarforsker.
- Peter Gabriel, engelsk musiker.
- Peter Gade, dansk badmintonspiller.
- Peter Gantzler, dansk skuespiller.
- Peter Haber, svensk skuespiller.
- Peter Hansen, dansk maler.
- Peter Andreas Heiberg, dansk forfatter.
- Peter Heering, dansk likørproducent.
- Peter Phillips, ældste barnebarn og første barnebarn af dronning Elizabeth II
- Peter Heise, dansk komponist.
- Peter Høeg, dansk forfatter.
- Peter Ingemann, dansk musiker.
- Peter Jackson, newzealandsk filminstruktør.
- Peter Aalbæk Jensen, dansk filmproducent.
- Peter Langdal, dansk sceneinstruktør og teaterdirektør.
- Peter Erasmus Lange-Müller, dansk komponist.
- Peter Laugesen, dansk digter.
- Peter Hiort Lorenzen, dansk/slevisk politiker
- Peter Løvenkrands, dansk fodboldspiller.
- Peder Laale, dansk ordsprogsamler.
- Peter Madsen, dansk tegneserietegner.
- Peter Madsen, dansk fodboldspiller.
- Peter Malberg, dansk skuespiller.
- Peter Mygind, dansk skuespiller.
- Arnold Peter Møller, dansk skibsreder.
- Peter Møller, dansk fodboldspiller.
- Peter Nansen, dansk forfatter.
- Peter Naur, dansk datalog.
- Peter A.G. Nielsen, dansk musiker fra Gnags.
- Peter Heine Nielsen, dansk skakspiller.
- Peder Oxe til Nielstrup, dansk rigshofmester.
- Peter Rindal, dansk lagerforvalter og navngiver til rindalisme.
- Peter Sabroe, dansk redaktør, politiker og børneretsforkæmper.
- Peter Schmeichel, dansk fodboldspiller.
- Peter von Scholten, dansk generalguvernør.
- Peter Schrøder, dansk skuespiller og instruktør.
- Peter Seeberg, dansk forfatter.
- Peter Sellers, engelsk skuespiller.
- Peder Skram, dansk admiral.
- Peter Skaarup, dansk folketingsmedlem.
- Peter Sommer, dansk musiker.
- Peter Steen, dansk skuespiller.
- Peder Syv, dansk sprogforsker.
- Peter Thorup, dansk musiker.
- Pjotr Iljitj Tjajkovskij, russisk komponist.
- Peter Wessel Tordenskjold, dansk/norsk søhelt.

## Peter anvendt i kunsten
- Peter Pan er titelfiguren i en engelsk børnebog af J.M. Barrie, der er genskabt i mange versioner.
- Peter og ulven er et musikstykke af Sergei Prokofiev.
- Peters Jul er en dansk børnebog.
- Lord Peter Wimsey er en romandetektiv i flere bøger af Dorothy L. Sayers.
- Lille Peter Edderkop er en børnesang af ukendt oprindelse.
- Peter Plys er titelfiguren i flere børnebøger af A.A. Milne, der er genskabt i flere versioner.
- Peter Kanin er en central figur i en række børnebøger skrevet af Beatrix Potter.
- Peter Andersen er en dansk film fra 1941.
- Peters baby er en dansk film fra 1961.
- Peters landlov er en dansk film fra 1963.
- Peter Pedal er en kendt tegneseriefigur
- Peter von Scholten er en dansk film fra 1987.
- Peter Parker Spider-Man's (Marvel) 'civile' figur.